# Hans Mersmann
Hans Mersmann, né le 6 août 1891 à Potsdam − mort le 24 juin 1971 à Cologne, est un historien de la musique, musicologue et professeur de musique classique allemand.

## Biographie
Hans Mersmann étudie à Munich et à Berlin. Il obtient son doctorat en 1916. Un an plus tard, il est chargé par la commission de la chanson folklorique prussienne de créer une archive des chansons folkloriques. De 1924 à 1933, il est rédacteur en chef du magazine Melos. En 1926, il devient professeur à l’université technique de Berlin. En 1933, après la prise du pouvoir par les nazis, il est licencié de l’université par ces derniers au motif qu'il aurait travaillé pour la nouvelle musique. Il est alors obligé de donner des cours de musique privé. En 1935, il était encore stigmatisé comme « bolchevique de la musique » par la Nationalsozialistischen Kulturgemeinde.
De 1947 à 1957, il enseigne à la Hochschule für Musik und Tanz Köln.

## Ouvrages (sélection)
- Kulturgeschichte der Musik in Einzeldarstellungen. Berlin 1921–25
- Angewandte Musikästhetik. Berlin 1926
- Die Tonsprache der neuen Musik. Mainz 1928
- Die Kammermusik (Führer durch den Konzertsaal, begonnen von Hermann Kretzschmar), 4 Bände. Leipzig 1930, auch 1933.
- Eine deutsche Musikgeschichte. Sanssouci, Potsdam / Berlin [1934]
- Musikhören. Sanssouci, Potsdam / Berlin 1938, 2. Auflage 1952
- Musikgeschichte in der abendländischen Kultur. Hans F. Menck Verlag, Francfort-sur-le-Main 1955.